# ライカ・コンタックス論争
ライカ・コンタックス論争（ライカ・コンタックスろんそう）（または火の粉論争）とは、
1932年にエルンスト・ライツが距離計連動型のライカIIを、ツァイス・イコンが長基線長距離計連動型のコンタックスIを出したことがきっかけとなって起こり、1935年から1936年頃にピークを迎えた両者の製品比較論争である。
尤も当初は日本のそれぞれの愛好者の間でだけの話題であったので問題はなかった。だが次第に「手は出ないが口は出る(高嶺の花であるライカやコンタックスを買うもしくは所有する気はないが論争にはしゃしゃり出てくる)」者達が口を挟む様になり、しかもその者達がライカ党コンタックス党に二極分化する事態となり、論争は泥沼化していった。この論争はカール・ツァイスの日本総代理店であったカール・ツァイス株式会社や、同じくエルンスト・ライツ（現ライカ・カメラ AG）の日本総代理店であったシュミット商会をも巻き込んだが、あくまで日本においてのみの論争であり、ドイツのカール・ツァイスやツァイス・イコン、そしてエルンスト・ライツはいずれもあずかり知らぬことだった。

## 経緯
コンタックスシンパであった佐和九郎は、カール・ツァイス株式会社が1935年に発行した『コンタックス綜合型録兼使用書』において、随所にライカの名こそ出さなかったものの、明らかにライカと分かる書き方でその機構上の欠点を書き並べ、コンタックスの優位性を強調した。とはいえ実はライカ側も同じことをしていたこともあり、それがこの論争に油を注いでしまう結果となった。
またアサヒカメラ1935年8月号p.226-229にK.K.Kなる匿名の人物の筆による『「ライカ」と「コンタツクス」とどちらがよいか?』と、p.230-231に同じくR.R.Rなる匿名の人物の筆による『標準型フヰルム使用カメラ雑考』という比較記事が二点掲載された。『標準型フヰルム使用カメラ雑考』の方は点数を付けることはせず、実際に使ってみた上での感想を述べている程度で、実際に比較に使った機種名は明示せず単に「ライカ」、「コンタックス」としか記されていない。一方『「ライカ」と「コンタツクス」とどちらがよいか?』は当時の最新型ライカIIIaとコンタックスIを比較し、12項目100点満点で採点している。両方のカメラを使ってきた中立的な立場で書いたとはしているが、評価は
| 機種          | 外観美 | 容積と重量 | 堅牢度 | レンズ | シャッター | 距離計 | ファインダー | フィルム装填 | 精密度と確実性 | 取り扱いと便否 | 付随事項 | 値段  | 合計   |
| ------------- | ------ | ---------- | ------ | ------ | ---------- | ------ | ------------ | ------------ | -------------- | -------------- | -------- | ----- | ------ |
| ライカIIIa    | 100点  | 100点      | 65点   | 75点   | 60点       | 85点   | 95点         | 90点         | 90点           | 100点          | 80点     | 100点 | 1040点 |
| コンタツクスI | 85点   | 70点       | 100点  | 100点  | 100点      | 100点  | 100点        | 100点        | 100点          | 100点          | 100点    | 80点  | 1135点 |

("カメラの触感"と言うサイトに全文が掲載されています。)
とかなりコンタックス側を良いとする偏った評価になっていた。
これに対し、シュミット商会の井上鍾がこの記事に反駁すべく、佐和九郎の評価に対し逐一反論した内容を収めた小冊子『降り懸かる火の粉は拂はねばならぬ』(『The Classic Camera』と言うサイトで全文が公開されています。)を1936年3月に発行した。なおこの小冊子には「ライカの新技法」(1935年発刊)や「ライカ写真入門」(1936年発刊)などの著書がある畑宗一や、当時カメラ修理の第一人者で精密機械工でもあった牧村雅雄らが寄稿している。
論争は門外漢が出しゃばる事で感情が先立って収拾が付かなくなり、重箱の隅をつつく粗探しの様相すら呈し、ついにはドイツ本国政府に話が持ち込まれた事で自粛が要請され、ひとまず一段落となった。しかしその後も時々に双方の愛好者の間で話題となっては再燃し、その火種は戦後にも猶燻り続ける事になる。
例えば佐和九郎は1954年刊行の『カメラとレンズ』の中でライカに関して、
- 『競争相手ができて以来、ライカは、実質の向上に努めると、ともに、クロウム・メッキにより、美しさに魅力を感じさせる商策を採つた。今日の小型カメラ(大型カメラにも及んでいる)が、ピカピカとなつたのは、ライカが考えたことの普及である[19]。』
- 『ピカピカさせたことが、商売上手であつたように、ライカは商売がうまいこと、宣伝に費用をおしまず、手段を選ばず、徹底的にやるということでは、カメラの歴史の中で、ライカに及ぶものがない[19]。』
- 『したがって、ライカの性能や、機能は、実際よりも誇張されて宣伝され、これを事実と信じさせ、敬信的？の礼賛者がすくなくないところまで達している。だから、商売の巧みな点では、第1位を占めるであろう[19]。』
- 『（ズミタールを取り付けたライカIIIfのシャッタースピードについて）露光の知識のあるものから見ると、在来の速度段階が稚愚であると批難されていたのであるから、改めるのは、あたりまえ。今頃になって、ようやく改めたのは、あまりに遅れすぎた[19]』
- 『宣伝が、うまく当たつて、よく売れた。これに便乗した、類似形式のカメラが、あちら、こちらより、発売されている[19]』
- 『連続撮影装置の“ライカヴィト”[注釈 15]』を付けたくらいの改良では、市場の優位を、いつまでも、保つことは、むずかしいであろう[19]。』
- 『思い切った改造をすれば、コンタックスに似たものとなる。ライカは苦しい立場にあると同情する[19][注釈 18]。』

- 『(コンタックスIIのシャッター部の主要メカニズムは)ライカ・タイプに比べると、はるかに、精巧である[24]。』
- 『ライカの速度目盛は、低速度において、あまりにも、しろうと的であった。感光乳剤の感光性状を知らない、速度目盛であった[24]。』
- 『漸く気がついたので、最新のものは、改まつたが、まだ無用な目盛が残つている[24]。』
- 『ライカのシャッター速度目盛を模倣したカメラも、おそらく、近い将来に改まるであろう[24]。』
- 『ライカのシャッターは、一つの速度ダイヤルで、速度の調節ができないため、異なつた処にある、二つのダイヤルを使つている。拙い方法であることは、機械学知識のある人の、おそらく、すべてが、認めるところであろう。ニコン・カメラのデザイナーのほうが、はるかに、あたまがよろしい[24]。』(全て原文ママ)

などと扱き下ろしている。
だがライカがその100万台目を生産した1961年と同じ年に、(佐和九郎の思いとは裏腹に)コンタックスはついに生産を中止し、これにより論争は完全に終止符が打たれることとなった。